# Bernardino Perfetti
Bernardino Perfetti est un poète italien, né à Sienne en 1681, mort en 1747.

## Biographie
Il montra, dès son enfance, de remarquables facultés poétiques, reçut une brillante éducation, étudia presque tout l’ensemble des connaissances humaines, surtout l’histoire, et devint professeur d’Institutes, de droit civil et canonique à Pise.
Perfetti, accompagné d’un joueur de guitare, parcourut les principales villes d’Italie en improvisant et acquit une grande réputation. En 1725, le pape Benoît XIII lui donna le titre de citoyen romain, lui décerna la couronne poétique, et l’improvisateur monta en triomphe au Capitole aux applaudissements universels. Cianfagni a publié un recueil de vers de Perfetti sous le titre de Saggi di poesie (Florence, 1748, 2 vol, in-8°).

## Source
- « Bernardino Perfetti », dans Pierre Larousse, Grand dictionnaire universel du XIXe siècle, Paris, Administration du grand dictionnaire universel, 15 vol., 1863-1890 [détail des éditions].